# Búnquer d'Abella de la Conca II
El Búnquer d'Abella de la Conca II és una obra d'Abella de la Conca (Pallars Jussà) inclosa a l'Inventari del Patrimoni Arquitectònic de Catalunya.

## Descripció
Construcció defensiva, feta amb ciment armat. Es tracta d'una estructura de planta circular, blindada, i amb una sola espitllera. Actualment no es pot accedir al seu interior.

## Història
Informació proporcionada pel Cos d'Agents Rurals: Fitxa model F30 núm. 1747 (Abril 2013)
Construït durant el temps que va estar en actiu el Frot de Pallars (Abril - Desembre 1938).